# Hanna von Spreti

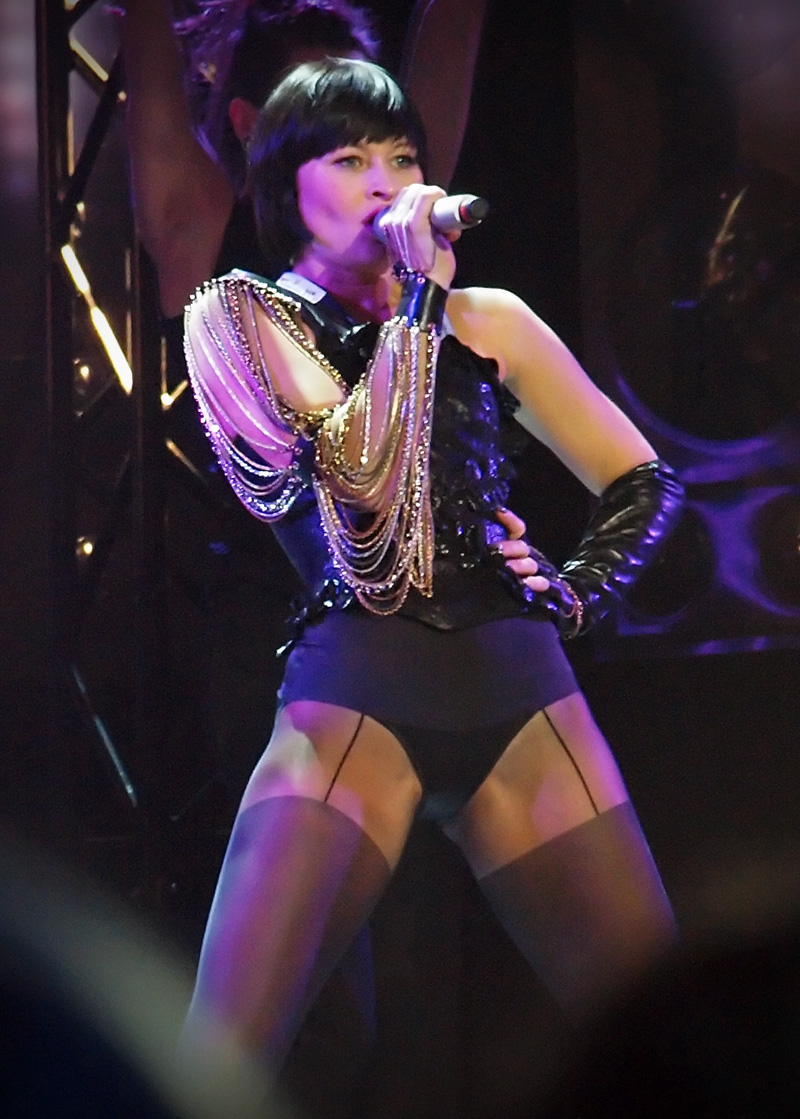
Hanna Lindblad i Melodifestivalen 2010.

Hanna Matilda Lindblad (gift von Spreti), född 13 oktober 1980 i Motala, är en svensk musikalartist och popsångerska.

## Biografi
Efter musikallinjen vid Hammargymnasiet i Sandviken gick Hanna Lindblad musikalutbildningen vid Balettakademien i Göteborg, där hon utexaminerades år 2000. Efter det har hon haft ledande roller i flera stora musikalproduktioner. 
Hon nominerades till Guldmasken för sin roll i Saturday Night Fever och tilldelades den 2007 för huvudrollen i Singin' in the Rain och har dessutom tilldelats Anna-Lisa Ericssons stipendium. Hon deltog i Melodifestivalen 2010, där hon i andra deltävlingen slutade på en femteplats med låten Manipulated. Hon återvände till schlagerscenen i Melodifestivalen 2012 med låten Goosebumps och slutade på en sjundeplats i deltävling fyra.
6 juni 2015 gifte hon sig i Vadstena klosterkyrka med Karl von Spreti.

## Teater

### Roller (ej komplett)
| År   | Roll                   | Produktion                                                                                             | Regi             | Teater                                             |
| ---- | ---------------------- | --- | ---------------- | -------------------------------------------------- |
| 2002 | Privattränare Ängel    | Godspell Stephen Schwartz och John-Michael Trebelak                                                    | Ronny Danielsson | Parkteatern                                        |
| 2002 | Connie                 | A Chorus Line James Kirkwood, Nicholas Dante, Edward Kleban och Marvin Hamlisch                        | Staffan Aspegren | Göteborgsoperan                                    |
| 2003 | Liesl                  | Sound of Music Richard Rodgers och Oscar Hammerstein                                                   | Staffan Aspegren | Göteborgsoperan                                    |
| 2005 | Ensemble               | Skönheten och odjuret (Beauty and the Beast) Alan Menken, Howard Ashman, Tim Rice och Linda Woolverton | Hans Berndtsson  | Skövde stadsteater/ Göteborgsoperan                |
| 2005 | Anette                 | Saturday Night Fever Nan Knighton, Arlene Phillips, Paul Nicholas och Robert Stigwood                  | TJ Rizzo         | Oscarsteatern                                      |
| 2006 | Kathy Selden           | Singin' in the rain Betty Comden, Adolph Green, Arthur Freed och Nacio Herb Brown                      | Bo Hermansson    | Oscarsteatern                                      |
| 2006 | Medverkande            | Oscars 100-årsjubileum                                                                                 | Hans Marklund    | Oscarsteatern                                      |
| 2008 | Medverkande            | Showbusiness: A Hollywood tribute                                                                      | Roine Söderlundh | Grand Hôtel, Stockholm, flyttad till Oscarsteatern |
| 2010 | Kathy Selden           | Singin' in the rain Betty Comden, Adolph Green, Arthur Freed och Nacio Herb Brown                      | Bo Hermansson    | Oscarsteatern                                      |
| 2010 | Sugar Kane             | Sugar - I hetaste laget (Sugar) Jule Styne, Bob Merrill och Peter Stone                                | Bo Hermansson    | Oscarsteatern                                      |
| 2013 | Yvette, varietéstjärna | Charmören från Långedrag (Der wahre Jacob) Franz Arnold och Ernst Bach                                 | Anders Aldgård   | Gunnebo slottsteater                               |
| 2014 | Alex                   | Flashdance Tom Hedley och Robert Cary                                                                  | Anders Albien    | Chinateatern                                       |
| 2014 | Medverkande            | Från Parken till Vegas, revy Claes Malmberg och Lennie Norman                                          | Anders Aldgård   | Gunnebo slottsteater                               |
| 2015 | Janet van de Graaff    | Förklädet (The Drowsy Chaperone) Bob Martin, Don McKellar, Lisa Lambert och Greg Morrison              | Edward af Sillén | Göta Lejon                                         |
| 2018 | Ivy                    | On The Town Betty Comden, Adolph Green och Leonard Bernstein                                           | Roine Söderlundh | Kulturhuset Spira                                  |
| 2022 | Simona                 | Bäddat för trubbel (A Bedfull of Foreigners) Dave Freeman                                              | Anders Albien    | Krusenstiernska teatern                            |
| 2023 | Cassie                 | A Chorus Line James Kirkwood Nicholas Dante                                                            | Roine Söderlundh | Kulturhuset Stadsteatern                           |

TV-produktioner
- Sing a long (2007)
- Så ska det låta (2007, 2015)
- Doobidoo (2008, 2009, 2013)
- Melodifestivalen  (2010, 2012)

## Övrigt
- Rhapsody in Rock (2007)